# Исаева, Валентина Павловна
Валенти́на Па́вловна Иса́ева (род. 11 ноября 1948, Нижний Тагил) — второй Глава города Нижний Тагил (2008—2012), первый директор Политехнической гимназии (1991—2004).

## Биография
Родилась 11 ноября 1948 года в городе Нижний Тагил.
В 1974 году окончила исторический факультет Уральского государственного университета им. А. М. Горького.
25 лет отдала общественной и партийной работе, пройдя путь от инструктора горкома ВЛКСМ до секретаря Нижнетагильского горкома КПСС по идеологии.
С 1991 по 2004 год — первый директор Политехнической гимназии.
С 1998 по 2000 год — депутат Палаты Представителей Законодательного собрания Свердловской области.
С 2000 года по октябрь 2008 года — депутат Нижнетагильской городской Думы.
В 2004 и затем снова в 2008 году — заместитель председателя городской Думы на постоянной основе.
12 октября 2008 года победила на выборах Главы города Нижний Тагил, набрав 37 % голосов.
С 21 октября 2008 по 16 октября 2012 года — Глава города Нижний Тагил.
10 октября 2012 года презентовала собственную книгу «Делами, не словами», в которой написала о том, что было сделано за 4 года на посту Главы города Нижний Тагил и что не удалось осуществить.
Книга выпущена издательством «Репринт» тиражом в 500 экземпляров, количество страниц — 44.
Название книги — это перефразированный девиз с фамильного герба Демидовых.

### Семейная жизнь
Воспитала сына и дочь.

## Критика
В 2012 году подверглась резкой критике со стороны вышестоящих чиновников. В частности, губернатор Свердловской области Александр Мишарин заявил, что как Глава города она не справляется со своими обязанностями.

Не понимаете сами, как организовать работу, поезжайте в любой город и посмотрите. Вы посмотрите, во всех программах Нижний Тагил участвует, но результата не видно. — Александр Мишарин
После этого её исключили из партии «Единая Россия».

## Награды
- «Отличник народного просвещения Российской Федерации»;
- Знак отличия «Парламент России»;
- Грамоты Министерства образования РФ, Губернатора и Правительства Свердловской области;
- Лауреат общественной награды «Надежда России» в номинации «Женщина-политик».